# Wimbledon férfi páros döntői
A wimbledoni tenisztorna a négy Grand Slam-torna egyike, a világ legrégebbi és legrangosabb tenisztornája. Az első tornát férfipárosok számára 1884-ben rendezték meg.
| Év   | Bajnokok                               | Ellenfelek a döntőben                        | Döntő eredménye                       |
| 2025 | Julian Cash Lloyd Glasspool            | Rinky Hijikata David Pel                     | 6–2, 7–6(3)                           |
| 2024 | Harri Heliövaara Henry Patten          | Max Purcell Jordan Thompson                  | 6–7(7), 7–6(8), 7–6(9)                |
| 2023 | Wesley Koolhof Neal Skupski            | Marcel Granollers Horacio Zeballos           | 6–4, 6–4                              |
| 2022 | Matthew Ebden Max Purcell              | Nikola Mektić Mate Pavić                     | 7–6(5), 6–7(3), 4–6, 6–4, 7–6(2)      |
| 2021 | Nikola Mektić Mate Pavić               | Marcel Granollers Horacio Zeballos           | 6–4, 7–6(5), 2–6, 7–5                 |
| 2020 | Elmaradt a koronavírus-járvány miatt   | Elmaradt a koronavírus-járvány miatt         | Elmaradt a koronavírus-járvány miatt  |
| 2019 | Juan Sebastián Cabal Robert Farah      | Nicolas Mahut Édouard Roger-Vasselin         | 6–7(5), 7–6(5), 7–6(6), 6–7(5), 6–3   |
| 2018 | Mike Bryan Jack Sock                   | Raven Klaasen Michael Venus                  | 6–3, 6–7(7), 6–3, 5–7, 7–5            |
| 2017 | Łukasz Kubot Marcelo Melo              | Oliver Marach Mate Pavić                     | 5–7, 7–5, 7–6(2), 3–6, 13–11          |
| 2016 | Pierre-Hugues Herbert Nicolas Mahut    | Julien Benneteau Édouard Roger-Vasselin      | 6–4, 7–6(1), 6–3                      |
| 2015 | Jean-Julien Rojer Horia Tecău          | Jamie Murray John Peers                      | 7–6(5), 6–4, 6–4                      |
| 2014 | Vasek Pospisil Jack Sock               | Bob Bryan Mike Bryan                         | 7–6(5), 6–7(3), 6–4, 3–6, 7–5         |
| 2013 | Bob Bryan Mike Bryan                   | Ivan Dodig Marcelo Melo                      | 3–6, 6–3, 6–4, 6–4                    |
| 2012 | Jonathan Marray Frederik Nielsen       | Robert Lindstedt Horia Tecău                 | 4–6, 6–4, 7–6(5), 6–7(5), 6–3         |
| 2011 | Bob Bryan Mike Bryan                   | Robert Lindstedt Horia Tecău                 | 6–3, 6–4, 7–6(2)                      |
| 2010 | Jürgen Melzer Philipp Petzschner       | Robert Lindstedt Horia Tecău                 | 6–1, 7–5, 7–5                         |
| 2009 | Daniel Nestor Nenad Zimonjić           | Bob Bryan Mike Bryan                         | 7–6(7), 6–7(3), 7–6(3), 6–3           |
| 2008 | Daniel Nestor Nenad Zimonjić           | Jonas Björkman Kevin Ullyett                 | 7–6(12), 6–7(3), 6–3, 6–3             |
| 2007 | Arnaud Clément Michaël Llodra          | Bob Bryan Mike Bryan                         | 6–7(5), 6–4, 6–4, 6–4                 |
| 2006 | Bob Bryan Mike Bryan                   | Fabrice Santoro Nenad Zimonjić               | 6–3, 4–6, 6–4, 6–2                    |
| 2005 | Stephen Huss Wesley Moodie             | Bob Bryan Mike Bryan                         | 7–6(4), 6–3, 6–7(2), 6–3              |
| 2004 | Jonas Björkman Todd Woodbridge         | Julian Knowle Nenad Zimonjić                 | 6–1, 6–4, 4–6, 6–4                    |
| 2003 | Jonas Björkman Todd Woodbridge         | Mahes Bhúpati Makszim Mirni                  | 3–6, 6–3, 7–6(4), 6–3                 |
| 2002 | Jonas Björkman Todd Woodbridge         | Mark Knowles Daniel Nestor                   | 6–1, 6–2, 6–7(7), 7–5                 |
| 2001 | Donald Johnson Jared Palmer            | Jiří Novák David Rikl                        | 6–4, 4–6, 6–3, 7–6(6)                 |
| 2000 | Todd Woodbridge Mark Woodforde         | Paul Haarhuis Sandon Stolle                  | 6–3, 6–4, 6–1                         |
| 1999 | Mahes Bhúpati Lijendar Pedzs           | Paul Haarhuis Jared Palmer                   | 6–7(10), 6–3, 6–4, 7–6(4)             |
| 1998 | Jacco Eltingh Paul Haarhuis            | Todd Woodbridge Mark Woodforde               | 2–6, 6–4, 7–6(3), 5–7, 10–8           |
| 1997 | Todd Woodbridge Mark Woodforde         | Jacco Eltingh Paul Haarhuis                  | 7–6(4), 7–6(7), 5–7, 6–3              |
| 1996 | Todd Woodbridge Mark Woodforde         | Byron Black Grant Connell                    | 4–6, 6–1, 6–3, 6–2                    |
| 1995 | Todd Woodbridge Mark Woodforde         | Rick Leach Scott Melville                    | 7–5, 7–6(8), 7–6(5)                   |
| 1994 | Todd Woodbridge Mark Woodforde         | Grant Connell Patrick Galbraith              | 7–6(3), 6–3, 6–1                      |
| 1993 | Todd Woodbridge Mark Woodforde         | Grant Connell Patrick Galbraith              | 7–5, 6–3, 7–6(4)                      |
| 1992 | John McEnroe Michael Stich             | Jim Grabb Richey Reneberg                    | 5–7, 7–6(5), 3–6, 7–6(5), 19–17       |
| 1991 | John Fitzgerald Anders Jarryd          | Javier Frana Leonardo Lavalle                | 6–3, 6–4, 6–7(7), 6–1                 |
| 1990 | Rick Leach Jim Pugh                    | Pieter Aldrich Danie Visser                  | 7–6(5), 7–6(4), 7–6(5)                |
| 1989 | John Fitzgerald Anders Jarryd          | Rick Leach Jim Pugh                          | 3–6, 7–6(4), 6–4, 7–6(4)              |
| 1988 | Ken Flach Robert Seguso                | John Fitzgerald Anders Jarryd                | 6–4, 2–6, 6–4, 7–6(3)                 |
| 1987 | Ken Flach Robert Seguso                | Sergio Casal Emilio Sánchez                  | 3–6, 6–7(6), 7–6(3), 6–1, 6–4         |
| 1986 | Joakim Nyström Mats Wilander           | Gary Donnelly Peter Fleming                  | 7–6(4), 6–3, 6–3                      |
| 1985 | Heinz Günthardt Taróczy Balázs         | Pat Cash John Fitzgerald                     | 6–4, 6–3, 4–6, 6–3                    |
| 1984 | Peter Fleming John McEnroe             | Pat Cash Paul McNamee                        | 6–2, 5–7, 6–2, 3–6, 6–3               |
| 1983 | Peter Fleming John McEnroe             | Tim Gullikson Tom Gullikson                  | 6–4, 6–3, 6–4                         |
| 1982 | Peter McNamara Paul McNamee            | Peter Fleming John McEnroe                   | 6–3, 6–2                              |
| 1981 | Peter Fleming John McEnroe             | Robert Lutz Stan Smith                       | 6–4, 6–4, 6–4                         |
| 1980 | Peter McNamara Paul McNamee            | Robert Lutz Stan Smith                       | 7–6(5), 6–3, 6–7(4), 6–4              |
| 1979 | Peter Fleming John McEnroe             | Brian Gottfried Raúl Ramírez                 | 4–6, 6–4, 6–2, 6–2                    |
| 1978 | Bob Hewitt Frew McMillan               | Peter Fleming John McEnroe                   | 6–1, 6–4, 6–2                         |
| 1977 | Ross Case Geoff Masters                | John Alexander Phil Dent                     | 6–3, 6–4, 3–6, 8–9(4), 6–4            |
| 1976 | Brian Gottfried Raúl Ramírez           | Ross Case Geoff Masters                      | 3–6, 6–3, 8–6, 2–6, 7–5               |
| 1975 | Vitas Gerulaitis Sandy Mayer           | Colin Dowdeswell Allan Stone                 | 7–5, 8–6, 6–4                         |
| 1974 | John Newcombe Tony Roche               | Robert Lutz Stan Smith                       | 8–6, 6–4, 6–4                         |
| 1973 | Jimmy Connors Ilie Năstase             | John Cooper Neale Fraser                     | 3–6, 6–3, 6–4, 8–9(3), 6–1            |
| 1972 | Bob Hewitt Frew McMillan               | Stan Smith Erik Van Dillen                   | 6–2, 6–2, 9–7                         |
| 1971 | Roy Emerson Rod Laver                  | Arthur Ashe Dennis Ralston                   | 4–6, 9–7, 6–8, 6–4, 6–4               |
| 1970 | John Newcombe Tony Roche               | Ken Rosewall Fred Stolle                     | 10–8, 6–3, 6–1                        |
| 1969 | John Newcombe Tony Roche               | Tom Okker Marty Riessen                      | 7–5, 11–9, 6–3                        |
| 1968 | John Newcombe Tony Roche               | Ken Rosewall Fred Stolle                     | 3–6, 8–6, 5–7, 14–12, 6–3             |
| 1967 | Bob Hewitt Frew McMillan               | Roy Emerson Ken Fletcher                     | 6–2, 6–3, 6–4                         |
| 1966 | Ken Fletcher John Newcombe             | William Bowrey Owen Davidson                 | 6–3, 6–4, 3–6, 6–3                    |
| 1965 | John Newcombe Tony Roche               | Ken Fletcher Bob Hewitt                      | 7–5, 6–3, 6–4                         |
| 1964 | Bob Hewitt Fred Stolle                 | Roy Emerson Ken Fletcher                     | 7–5, 11–9, 6–4                        |
| 1963 | Rafael Osuna Antonio Palafox           | Jean-Claude Barclay Pierre Darmon            | 4–6, 6–2, 6–2, 6–2                    |
| 1962 | Bob Hewitt Fred Stolle                 | Boro Jovanović Nikola Pilić                  | 6–2, 5–7, 6–2, 6–4                    |
| 1961 | Roy Emerson Neale Fraser               | Bob Hewitt Fred Stolle                       | 6–4, 6–8, 6–4, 6–8, 8–6               |
| 1960 | Rafael Osuna Dennis Ralston            | Mike Davies Bobby Wilson                     | 7–5, 6–3, 10–8                        |
| 1959 | Roy Emerson Neale Fraser               | Rod Laver Bob Mark                           | 8–6, 6–3, 14-16, 9–7                  |
| 1958 | Sven Davidson Ulf Schmidt              | Ashley Cooper Neale Fraser                   | 6–4, 6–4, 8–6                         |
| 1957 | Budge Patty Gardnar Mulloy             | Neale Fraser Lew Hoad                        | 8–10, 6–4, 6–4, 6–4                   |
| 1956 | Lew Hoad Ken Rosewall                  | Nicola Pietrangeli Orlando Sirola            | 7–5, 6–2, 6–1                         |
| 1955 | Rex Hartwig Lew Hoad                   | Neale Fraser Ken Rosewall                    | 7–5, 6–4, 6–3                         |
| 1954 | Rex Hartwig Mervyn Rose                | Vic Seixas Tony Trabert                      | 6–4, 6–4, 3–6, 6–4                    |
| 1953 | Lew Hoad Ken Rosewall                  | Rex Hartwig Mervyn Rose                      | 6–4, 7–5, 4–6, 7–5                    |
| 1952 | Ken McGregor Frank Sedgman             | Vic Seixas Eric Sturgess                     | 6–3, 7–5, 6–4                         |
| 1951 | Ken McGregor Frank Sedgman             | Jaroslav Drobný Eric Sturgess                | 3–6, 6–2, 6–3, 3–6, 6–3               |
| 1950 | John Bromwich Adrian Quist             | Geoff Brown Bill Sidwell                     | 7–5, 3–6, 6–3, 3–6, 6–2               |
| 1949 | Richard Gonzales Frank Parker          | Gardnar Mulloy Ted Schroeder                 | 6–4, 6–4, 6–2                         |
| 1948 | John Bromwich Frank Sedgman            | Thomas Brown Gardnar Mulloy                  | 5–7, 7–5, 7–5, 9–7                    |
| 1947 | Bob Falkenburg Jack Kramer             | Tony Mottram Bill Sidwell                    | 8–6, 6–3, 6–3                         |
| 1946 | Tom Brown Jack Kramer                  | Geoff Brown Dinny Pails                      | 6–4, 6–4, 6–2                         |
| 1945 | Elmaradt a második világháború miatt.  | Elmaradt a második világháború miatt.        | Elmaradt a második világháború miatt. |
| 1944 | Elmaradt a második világháború miatt.  | Elmaradt a második világháború miatt.        | Elmaradt a második világháború miatt. |
| 1943 | Elmaradt a második világháború miatt.  | Elmaradt a második világháború miatt.        | Elmaradt a második világháború miatt. |
| 1942 | Elmaradt a második világháború miatt.  | Elmaradt a második világháború miatt.        | Elmaradt a második világháború miatt. |
| 1941 | Elmaradt a második világháború miatt.  | Elmaradt a második világháború miatt.        | Elmaradt a második világháború miatt. |
| 1940 | Elmaradt a második világháború miatt.  | Elmaradt a második világháború miatt.        | Elmaradt a második világháború miatt. |
| 1939 | Elwood Cooke Bobby Riggs               | Charles Hare Frank Wilde                     | 6–3, 3–6, 6–3, 9–7                    |
| 1938 | Don Budge Gene Mako                    | Henner Henkel Georg von Metaxa               | 6–4, 3–6, 6–3, 8–6                    |
| 1937 | Don Budge Gene Mako                    | Pat Hughes Raymond Tuckey                    | 6–0, 6–4, 6–8, 6–1                    |
| 1936 | Pat Hughes Raymond Tuckey              | Charles Hare Frank Wilde                     | 6–4, 3–6, 7–9, 6–1, 6–4               |
| 1935 | Jack Crawford Adrian Quist             | Wilmer Allison John Van Ryn                  | 6–3, 5–7, 6–2, 5–7, 7–5               |
| 1934 | George Lott Lester Stoefen             | Jean Borotra Jacques Brugnon                 | 6–2, 6–3, 6–4                         |
| 1933 | Jean Borotra Jacques Brugnon           | Nunoi Rjószuke Szató Dzsiró                  | 4–6, 6–3, 6–3, 7–5                    |
| 1932 | Jean Borotra Jacques Brugnon           | Pat Hughes Fred Perry                        | 6–0, 4–6, 3–6, 7–5, 7–5               |
| 1931 | George Lott John Van Ryn               | Henri Cochet Jacques Brugnon                 | 6–2, 10–8, 9–11, 3–6, 6–3             |
| 1930 | Wilmer Allison John Van Ryn            | John Doeg George Lott                        | 6–3, 6–3, 6–2                         |
| 1929 | Wilmer Allison John Van Ryn            | Ian Collins Colin Gregory                    | 6–4, 5–7, 6–3, 10–12, 6–4             |
| 1928 | Henri Cochet Jacques Brugnon           | John Hawkes Gerald Patterson                 | 13–11, 6–4, 6–4                       |
| 1927 | Francis Hunter Bill Tilden             | Jacques Brugnon Henri Cochet                 | 1–6, 4–6, 8–6, 6–3, 6–4               |
| 1926 | Henri Cochet Jacques Brugnon           | Howard Kinsey Vincent Richards               | 7–5, 4–6, 6–3, 6–2                    |
| 1925 | Jean Borotra René Lacoste              | Ray Casey John F. Hennessey                  | 6–4, 11–9, 4–6, 1–6, 6–3              |
| 1924 | Francis Hunter Vincent Richards        | Watson Washburn Richard Norris Williams      | 6–3, 3–6, 8–10, 8–6, 6–3              |
| 1923 | Leslie Godfree Randolph Lycett         | Eduardo Flaquer Manuel de Gomar              | 6–3, 6–4, 3–6, 6–3                    |
| 1922 | Randolph Lycett James Anderson         | Gerald Patterson Pat O’Hara Wood             | 3–6, 7–9, 6–4, 6–3, 11–9              |
| 1921 | Randolph Lycett Max Woosnam            | Arthur Lowe Gordon Lowe                      | 6–3, 6–0, 7–5                         |
| 1920 | Chuck Garland Richard Norris Williams  | Algernon Kingscote James Cecil Parke         | 4–6, 6–4, 7–5, 6–2                    |
| 1919 | Ronald Thomas Pat O’Hara Wood          | Rodney Heath Randolph Lycett                 | 6–4, 6–2, 4–6, 6–2                    |
| 1918 | Elmaradt az első világháború miatt.    | Elmaradt az első világháború miatt.          | Elmaradt az első világháború miatt.   |
| 1917 | Elmaradt az első világháború miatt.    | Elmaradt az első világháború miatt.          | Elmaradt az első világháború miatt.   |
| 1916 | Elmaradt az első világháború miatt.    | Elmaradt az első világháború miatt.          | Elmaradt az első világháború miatt.   |
| 1915 | Elmaradt az első világháború miatt.    | Elmaradt az első világháború miatt.          | Elmaradt az első világháború miatt.   |
| 1914 | Norman Brookes Tony Wilding            | Herbert Barrett Charles Dixon                | 6–1, 6–1, 5–7, 8–6                    |
| 1913 | Herbert Barrett Charles Dixon          | Heinrich Kleinschroth Friedrich-Wilhelm Rahe | 6–2, 6–4, 4–6, 6–2                    |
| 1912 | Herbert Barrett Charles Dixon          | Max Decugis André Gobert                     | 3–6, 6–3, 6–4, 7–5                    |
| 1911 | Max Decugis André Gobert               | Josiah Ritchie Tony Wilding                  | 9–7, 5–7, 6–3, 2–6, 6–2               |
| 1910 | Josiah Ritchie Tony Wilding            | Arthur Gore Herbert Barrett                  | 6–1, 6–1, 6–2                         |
| 1909 | Arthur Gore Herbert Barrett            | Stanley Doust Harry Parker                   | 6–2, 6–1, 6–4                         |
| 1908 | Josiah Ritchie Tony Wilding            | Arthur Gore Herbert Barrett                  | 6–1, 6–2, 1–6, 9–7                    |
| 1907 | Norman Brookes Tony Wilding            | Karl Behr Beals Wright                       | 6–4, 6–4, 6–2                         |
| 1906 | Sidney Smith Frank Riseley             | Reginald Doherty Lawrence Doherty            | 6–8, 6–4, 5–7, 6–3, 6–3               |
| 1905 | Reginald Doherty Lawrence Doherty      | Sidney Smith Frank Riseley                   | 6–2, 6–4, 6–8, 6–3                    |
| 1904 | Reginald Doherty Lawrence Doherty      | Sidney Smith Frank Riseley                   | 6–1, 6–2, 6–4                         |
| 1903 | Reginald Doherty Lawrence Doherty      | Sidney Smith Frank Riseley                   | 6–4, 6–4, 6–4                         |
| 1902 | Sidney Smith Frank Riseley             | Reginald Doherty Lawrence Doherty            | 4–6, 8–6, 6–3, 4–6, 11–9              |
| 1901 | Reginald Doherty Lawrence Doherty      | Dwight Davis Holcombe Ward                   | 4–6, 6–2, 6–3, 9–7                    |
| 1900 | Reginald Doherty Lawrence Doherty      | Herbert Barrett Harold Nisbet                | 9–7, 7–5, 4–6, 3–6, 6–3               |
| 1899 | Reginald Doherty Lawrence Doherty      | Harold Nisbet Clarence Hobart                | 7–5, 6–0, 6–2                         |
| 1898 | Reginald Doherty Lawrence Doherty      | Harold Nisbet Clarence Hobart                | 6–4, 6–4, 6–2                         |
| 1897 | Reginald Doherty Lawrence Doherty      | Wilfred Baddeley Herbert Baddeley            | 6–4, 4–6, 8–6, 6–4                    |
| 1896 | Wilfred Baddeley Herbert Baddeley      | Reginald Doherty Harold Nisbet               | 1–6, 3–6, 6–4, 6–2, 6–1               |
| 1895 | Wilfred Baddeley Herbert Baddeley      | Wilberforce Eaves Ernest Lewis               | 8–6, 5–7, 6–4, 6–3                    |
| 1894 | Wilfred Baddeley Herbert Baddeley      | Harry Barlow Charles Martin                  | 5–7, 7–5, 4–6, 6–3, 8–6               |
| 1893 | Joshua Pim Frank Stoker                | Ernest Lewis Harry Barlow                    | 4–6, 6–3, 6–1, 2–6, 6–0               |
| 1892 | Harry Barlow Ernest Lewis              | Wilfred Baddeley Herbert Baddeley            | 4–6, 6–2, 8–6, 6–4                    |
| 1891 | Wilfred Baddeley Herbert Baddeley      | Joshua Pim Frank Stoker                      | 6–1, 6–3, 1–6, 6–2                    |
| 1890 | Joshua Pim Frank Stoker                | George Hillyard Ernest Lewis                 | 6–0, 7–5, 6–4                         |
| 1889 | William Renshaw Ernest Renshaw         | George Hillyard Ernest Lewis                 | 6–4, 6–4, 3–6, 0–6, 6–1               |
| 1888 | William Renshaw Ernest Renshaw         | Herbert Wilberforce Patrick Bowes-Lyon       | 2–6, 1–6, 6–3, 6–4, 6–3               |
| 1887 | Herbert Wilberforce Patrick Bowes-Lyon | James Herbert Crispe E. Barratt-Smith        | 6–3, 6–2, 6–2                         |
| 1886 | William Renshaw Ernest Renshaw         | Claude Farrer Arthur Stanley                 | 6–3, 6–3, 4–6, 7–5                    |
| 1885 | William Renshaw Ernest Renshaw         | Claude Farrer Arthur Stanley                 | 6–3, 6–3, 10–8                        |
| 1884 | William Renshaw Ernest Renshaw         | Ernest Lewis Edward Williams                 | 6–3, 6–1, 1–6, 6–4                    |